# Charleston (Carolina del Sud)
Charleston és una població dels Estats Units a l'estat de Carolina del Sud. Segons el cens del 2009 tenia 115.638 habitants.

## Demografia
Segons el cens del 2000, Charleston tenia 96.650 habitants, 40.791 habitatges i 22.149 famílies. La densitat de població era de 384,7 habitants/km².
Dels 40.791 habitatges en un 23,2% hi vivien nens de menys de 18 anys, en un 36% hi vivien parelles casades, en un 15,2% dones solteres, i en un 45,7% no eren unitats familiars. En el 33,7% dels habitatges hi vivien persones soles el 10,1% de les quals corresponia a persones de 65 anys o més que vivien soles. El nombre mitjà de persones vivint en cada habitatge era de 2,23 i el nombre mitjà de persones que vivien en cada família era de 2,92.
Per edats la població es repartia de la següent manera: un 20% tenia menys de 18 anys, un 17,2% entre 18 i 24, un 28,8% entre 25 i 44, un 20,5% de 45 a 60 i un 13,5% 65 anys o més.
L'edat mediana era de 33 anys. Per cada 100 dones de 18 o més anys hi havia 87,2 homes.
La renda mediana per habitatge era de 35.295$ i la renda mediana per família de 48.705$. Els homes tenien una renda mediana de 32.585$ mentre que les dones 26.688$. La renda per capita de la població era de 22.414$. Entorn del 13,3% de les famílies i el 19,1% de la població estaven per davall del llindar de pobresa.

## Història
Fou fundada des de les Bermudes el 1670 per William Sayle formant un centre continental per al seu comerç (les Bermudes només produïen vaixells i mariners). Del 29 de març a 12 de maig de 1780 fou atacada i finalment presa per les forces britàniques durant la Guerra de la Independència dels Estats Units.

## Fills il·lustres
- Robert Francis Furchgott (1916 - 2009) farmacòleg i bioquímic, Premi Nobel de Medicina o Fisiologia de l'any 1998.